# Mariner 5
La nave espacial Mariner 5 fue la quinta de una serie de naves espaciales de la NASA dentro del Programa Mariner usadas para la exploración en el modo de sobre vuelo. El Mariner 5 fue una nave espacial reconstruida que serviría de respaldo en la misión Mariner 4 y posteriormente se cambió el objetivo de la misión de sobrevolar Marte  para dirigirse y sobrevolar Venus. 
La nave usó al Sol y a Canopus como referencias para mantenerse estabilizada en su navegación. Una computadora central y un subsistema secuenciador dieron las secuencias de tiempo y los servicios de cómputo para otros subsistemas de naves espaciales. 
El Mariner 5 fue lanzado el 14 de junio de 1967, y llegó a la vecindad de Venus el 19 de octubre de 1967. La nave espacial llevó una serie de instrumentos para estudiar la refractividad de la atmósfera de Venus usando ondas de radio y ultravioleta. Así mismo con sus instrumentos midió plasma y partículas cargadas, el campo magnético interplanetario así como el campo magnético de Venus.
La distancia más cercana de vuelo fue de 3.990 km y, con instrumentos más sensitivos que su predecesor, el Mariner 5 pudo verter nueva información de Venus y sus nubes de ácido  sulfúrico , y acerca de las condiciones en el espacio interplanetario. La nave espacial también modernizó las técnicas de construcción y operación de las naves espaciales interplanetarias, así como lo hizo antes cada Mariner. Todas las operaciones en el Mariner 5 fueron cerradas en noviembre de 1967.